# ニコ・パス
ニコ・パス（Nico Paz）ことニコラス・パス・マルティネス（Nicolás Paz Martínez、2004年9月8日 - ）は、スペイン・カナリア諸島州サンタ・クルス・デ・テネリフェ県サンタ・クルス・デ・テネリフェ出身のサッカー選手。ポジションはミッドフィールダー。セリエA・コモ所属。アルゼンチン代表。
父のパブロ・パスも元サッカー選手である。

## クラブ経歴

### レアル・マドリード
父親・パブロがスペインでプレーしていた2004年にカナリア諸島のサンタ・クルス・デ・テネリフェにて誕生。
父親の古巣CDテネリフェの下部組織を経て、2016年にレアル・マドリードのインファンティルB（U-13カテゴリー）に加入。以降は順調にステップアップしていき、2022-23シーズンはフベニールA(U-19)でスタートしたが、恵まれた体格を見込まれて、シーズン中にカスティージャに昇格、終盤には主力に定着した。また頻繁にトップチームの練習にも参加しており、2022年12月には2027年までの長期契約を締結、2023年5月2日のレアル・ソシエダ戦ではメンバー入りを果たしている。同年7月から行われたプレシーズンマッチのアメリカ遠征にも帯同しており、7月27日のマンチェスター・ユナイテッド戦でトップチーム初出場した。
2023年11月29日、UEFAチャンピオンズリーグのSSCナポリ戦で途中出場すると、後半39分にミドルシュートでトップチーム初ゴールを挙げた。

### コモ
2024年8月25日、パスは昇格したばかりのセリエAクラブ、コモと4年契約を結び、移籍金は報道によると600万ユーロとされている。 翌日、彼はカリアリ戦で途中出場し、クラブデビューを果たした。この試合は1-1の引き分けに終わった。 10月19日、パルマ戦でクラブ初ゴールを決め、試合は1-1の引き分けとなった。

## 代表経歴
スペイン代表入りも可能であったが、父親と同じアルゼンチン代表を選択。
2024年10月15日、パスは2026 FIFAワールドカップ予選のボリビア戦でアルゼンチン代表としてA代表デビューを果たし、6-0の勝利に貢献した。この試合で彼はリオネル・メッシへのアシストを記録した。